# Mormonia curvata
Mormonia curvata är en fjärilsart som beskrevs av French 1881. Mormonia curvata ingår i släktet Mormonia och familjen nattflyn. Inga underarter finns listade i Catalogue of Life.